# ایراکلی لوگوا
ایراکلی لوگوا (روسی: Ираклий Генович Логуа؛ زادهٔ ۲۹ ژوئیهٔ ۱۹۹۱) بازیکن فوتبال اهل روسیه است.
از باشگاه‌هایی که در آن بازی کرده‌است می‌توان به باشگاه فوتبال فلورا تالین، باشگاه فوتبال آرماویر (روسیه)، و باشگاه فوتبال دینامو مسکو اشاره کرد.
وی همچنین در تیم‌های ملی فوتبال تیم ملی فوتبال زیر ۱۷ سال روسیه, تیم ملی فوتبال زیر ۱۹ سال روسیه، و تیم ملی فوتبال زیر ۲۰ سال روسیه بازی کرده‌است.